# Ravni (miasto Užice)
Ravni (cyr. Равни) – wieś w Serbii, w okręgu zlatiborskim, w mieście Užice. W 2011 roku liczyła 465 mieszkańców.